# 越南裔俄羅斯人
越南人（俄语：Вьетнамцы в России，越南语：／）是俄羅斯第72大少數族群，根據2002年人口普查有26,205人，而非官方估計有100000-150000人。
他們2/3人生活在莫斯科和周邊地區，其他1/3分布在聖彼得堡和海參崴，而在莫斯科的社群運作最好而且居住時間最長。他們約80％會說俄語。越來越多的越南人居住在西伯利亞和北高加索。
大多數越南人在俄羅斯是從事零售行業和店主，因俄羅斯的2007年對零售市場規則的改革，限制移民商店的比例和要求通過俄羅斯語言能力考試為作為授予工作許可證和營業執照的條件，很多越南人不得不關閉他們的商店和從事其他工作。另一個重要群體是學生，早期來蘇聯的越南人多數是共產主義者，在冷戰時期約有50000個越南學生到俄羅斯學習。兩國學術交流即使在蘇聯解體後仍持續進行，截至2006年，大約4000越南學生在俄羅斯大學學習，而俄羅斯政府則提供獎學金。
著名的越南學生包括阮瓊，一個河內鋼琴家，被莫斯科的格涅欽國家音樂學院錄取。